# Tramway de Nijni Taguil
 (décembre 2023).
Si vous disposez d'ouvrages ou d'articles de référence ou si vous connaissez des sites web de qualité traitant du thème abordé ici, merci de compléter l'article en donnant les références utiles à sa vérifiabilité et en les liant à la section « Notes et références ».
Le tramway de Nijni Taguil est le réseau de tramways de la ville de Nijni Taguil, en Russie. Le réseau est composé de onze lignes. Il a été officiellement mis en service le 28 février 1937.

## Réseau
Le réseau compte actuellement 11 lignes :
- 1: УВЗ — Островского
- 3: Островского — Кр. Камень — Выя — Островского
- 4A: Приречный р-н — Тагилстрой
- 5: ГГМ — Тагилстрой
- 6: УВЗ — Пос. Северный
- 8: Островского/Приречный р-н — УВЗ
- 10: УВЗ — Пихтовые Горы
- 11: Пихтовые Горы — Пос. Северный
- 12: Островского — Пихтовые Горы
- 15: Н. Кушва — ГГМ
- 17: УВЗ — ГГМ